# Ixia dubia
Espèce
Synonymes
- Gladiolus umbellatus   Schrank
- Ixia bicolorata    Klatt
- Ixia bicolorata   M.P.de Vos

Ixia dubia est une espèce de plantes à fleurs du genre Ixia qui grandit sur les versants de granite depuis Piketberg jusqu'au Caldon, en Afrique du Sud.

## Description
Ixia dubia est une plante aromatique perenne, géophyte avec une taille de 0.2 - 0.5 m de haut. On la trouve à une altitude comprise entre 30 et 245 mètres en Afrique du Sud.

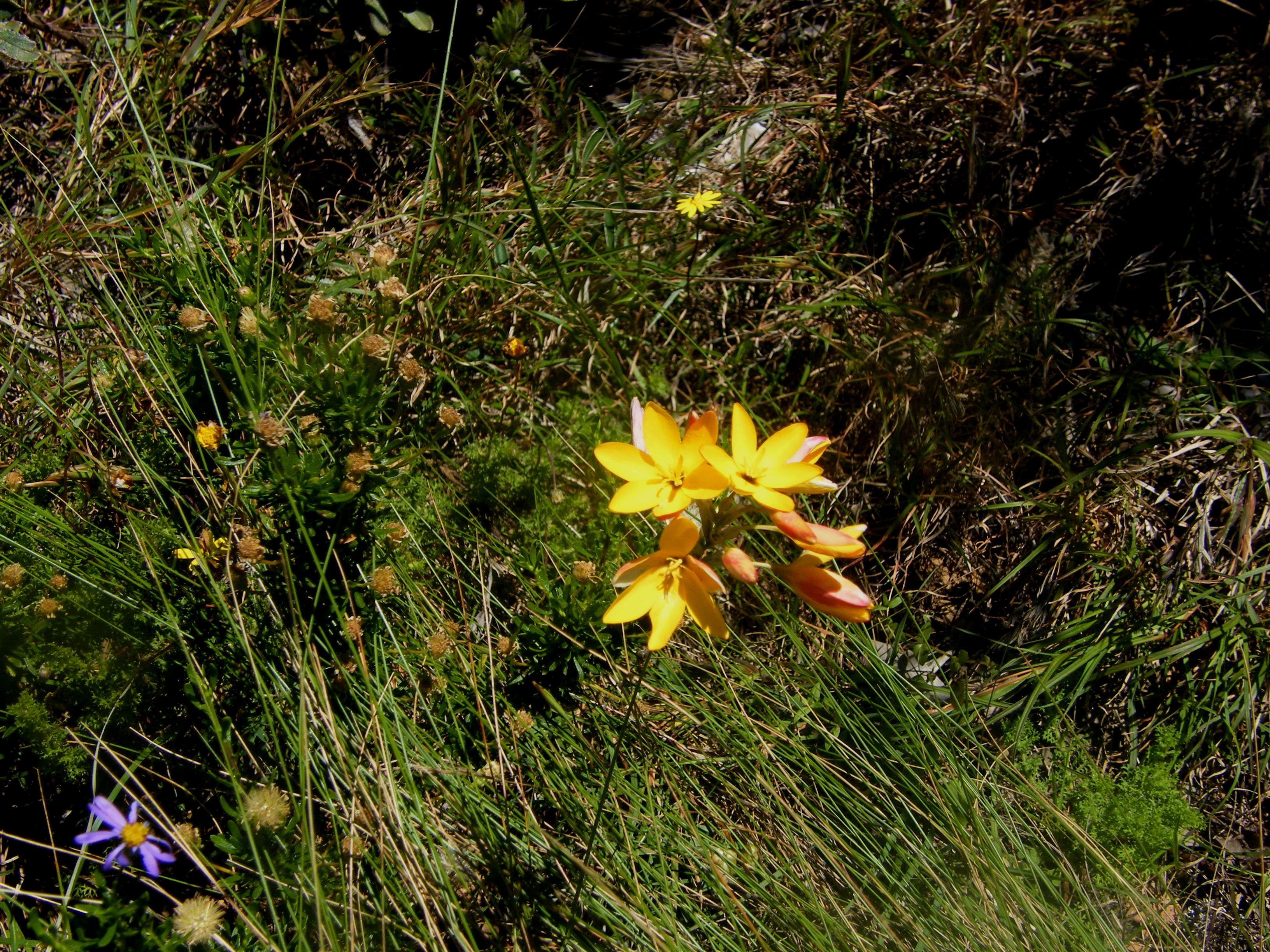
Vue de la plante.
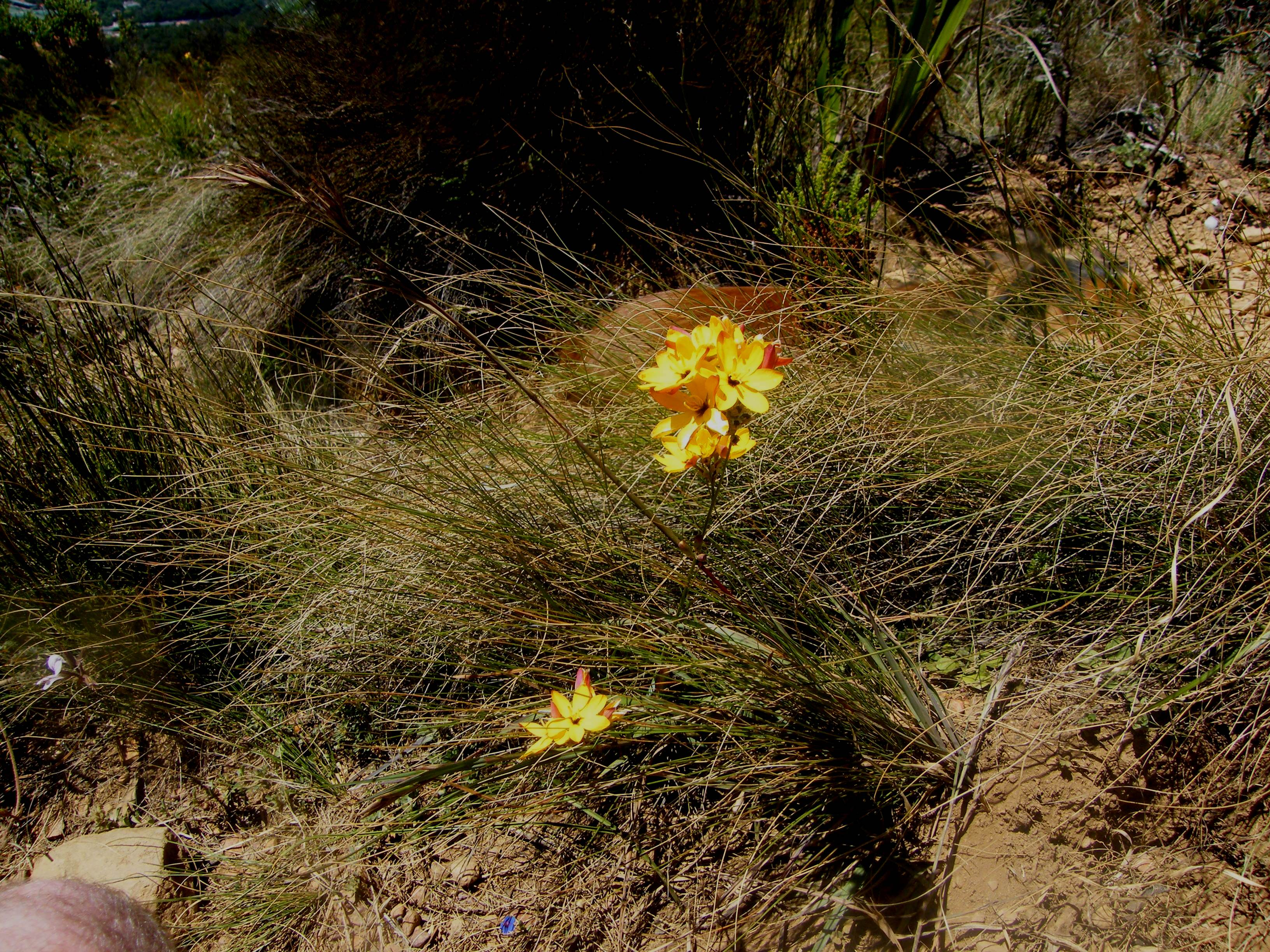
Dans son habitat.

Ixia dubia a des fleurs de couleur orange ou jaune, souvent avec des centres plus foncé, que l'on  trouve  dans le grès, les sols granitiques et les versants de granit  de la Province du Cap depuis Piketberg jusqu'au Caldon.

## Taxonomie
Ixia dubia a été décrite par Étienne Pierre Ventenat et publié en Choix Pl. T. 10. 1803.
L'espèce type est Ixia polystachya L.
Étymologie :
- Ixia : Nom générique qui dérive du grec ἰξία (ixia) (= χαμαιλέων λευκός, leukos chamaeleon), le chardon des pins (ou chardon à glu), Carlina gummifera, une plante sans aucune relation avec la famille des Asteraceae.

- dubia, épithète latin signifiant "douteuse, incertaine"[5]

Synonymie :
- Gladiolus umbellatus Schrank
- Ixia frederickii M.p.de Vos[6],[7]